# Мост-тоннель через Чесапикский залив
Мост-тоннель через Чесапикский залив (англ. Chesapeake Bay Bridge-Tunnel) — система из шести мостов, двух тоннелей и четырех искусственных насыпных островов, связывающих континентальную часть штата Виргиния с Восточным берегом штата на полуострове Делмарва. Мост-тоннель был открыт 15 апреля 1964. В 1987 получил официальное название Lucius J. Kellam Jr. Bridge-Tunnel, которое, впрочем, используется редко. В 1995—1999 гг. надводная часть моста-тоннеля была расширена, и теперь несёт 4 полосы (по две полосы в каждую сторону). Подводные тоннели до сих пор двухполосные.

Общая длина составляет 28 400 м.